# Lee Je-hoon
Lee Je-hoon (* 4. Juli 1984 in Seoul) ist ein südkoreanischer Schauspieler.

## Leben
Lee Je-hoon begann sein Studium im Fach Biotechnologie an der Korea University, wechselte aber Fach und Universität, um an der Korea National University of Arts an der Drama-Fakultät zu studieren. Zwischen 2006 und 2010 spielte Lee in mehr als 18 studentischen Kurz- und Independentfilmen mit. Außerdem hatte er kleinere Auftritte in Spielfilmen wie dem Erotikthriller The Servant und der romantischen Komödie Finding Mr. Destiny.
2011 spielte Lee die Hauptrolle in dem von der Kritik positiv besprochenen Independentfilm Bleak Night von Yoon Sung-hyun. Außerdem spielte er in dem Kriegsfilm The Front Line – Der Krieg ist nie zu Ende mit. Nur wenig später spielte er in dem Liebesfilm Architecture 101 (2012) und der Dramaserie Fashion King mit. An der Seite von Han Suk-kyu spielte er in My Paparotti einen kriminellen Jugendlichen, der davon träumt, ein Tenor wie Luciano Pavarotti zu werden und dabei von seinem Musiklehrer unterstützt wird.
Vom 25. Oktober 2012 bis zum 14. Juli 2014 absolvierte er seinen Wehrdienst bei der Polizei von Seoul. Die erste Rolle nach seiner Rückkehr war als Kronprinz Sado in der Dramaserie Secret Door. Außerdem spielte er einen Detektiv in einer modernen Adaption von Hong Gil-dong in Jo Sung-hees Film Phantom Detective. Es folgte eine Rolle in dem erfolgreichen Drama Signal an der Seite von Cho Jin-woong und Kim Hye-soo.
2017 spielte er den koreanischen Anarchisten Park Yeol in Lee Jun-iks Historienfilm Anarchist from Colony. Außerdem spielte er die männliche Hauptrolle als Englisch-Tutor in der Dramedy I Can Speak. 2019 feierte Yoon Sung-hyuns Actionfilm Time to Hunt Premiere auf der Berlinale 2020, mit Lee in der Hauptrolle. Wenig später wurde der Film weltweit auf Netflix veröffentlicht.

## Filmografie

### Filme
- 2007: Small Town Rivals (이장과 군수)
- 2009: The Pit and the Pendulum (약탈자들)
- 2009: Just Friends? (친구사이?)
- 2010: The Influence (인플루언스)
- 2010: The Servant (방자전 Bangjajeon)
- 2010: Finding Mr. Destiny (김종욱 찾기 Kim Jong-uk Chatgi)
- 2010: Ghost (Be With Me) (귀/鬼)
- 2011: Bleak Night (파수꾼)
- 2011: The Front Line – Der Krieg ist nie zu Ende (고지전)
- 2012: Architecture 101 (건축학개론)
- 2012: Ghost Sweepers (점쟁이들)
- 2012: Die Hüter des Lichts (Animationsfilm, Stimme)
- 2013: An Ethics Lesson (분노의 윤리학)
- 2013: My Paparotti (파파로티)
- 2016: Phantom Detective (탐정 홍길동: 사라진 마을)
- 2017: Anarchist from Colony (박열)
- 2017: I Can Speak (아이 캔 스피크)
- 2018: Earth: One Amazing Day (Dokumentation, Stimme)
- 2020: Time to Hunt (사냥의 시간)
- 2023: Noryang

### Fernsehserien
- 2010: Three Sisters (세자매)
- 2012: Fashion King (패션왕)
- 2014: Secret Door (비밀의 문)
- 2016: Signal (시그널)
- 2017: Tomorrow, With You (내일 그대와)
- 2018: Where Stars Land (여우각시별)
- 2019: DMZ – Prologue (Dokumentation, Sprecher)
- 2020: Hot Stove League (스토브리그, Cameo)
- 2021: Taxi Driver (모범택시)
- 2021: Move to Heaven (무브 투 헤븐: 나는 유품정리사입니다)